# صمونجي بابا
حامد آقصرايلي أو حميد الدين أقصرايلي (731 هـ/1331م - 814 هـ - 1412م) ويعرف بلقب صمونجي بابا (بالتركية: Somuncu Baba) لدى أهالي مدينة بورصة لأنه كان يبيع الخبز. هو عالم صوفي مسلم عاش في القرن الثامن الهجري. ولد في مدينة قيصري وسافر لطلب العلم إلى الشام وتبريز وأردبيل والتقى فيها بالعالم «علاء الدين الأردبيلي» وبقي في خدمته سنوات عديدة. وبعد رجوعه سكن في مدينة بورصة عاصمة الدولة العثمانية آنذاك، وقد كان أول من ألقى خطبة الجمعة في مسجد أُولو جامع (جامع بورصة الكبير). ومات في مدينة آق سراي ودفن فيها.

## كنيته
في اللغة التركية، تُضاف اللاحقة «جي» في نهاية الاسم لكي تُفيد «الوظيفة». فالصمون هو الخبز، وصمونجي أي خبّز أو بائع الخبز، وهذا ما كان يعمل به الشيخ حامد آقصرايلي.
وكلمة «بابا» هي لقب مناداة «للوالد»، واللفظ مستخدم في بعض الدول العربية حالياً، ولكنه يأتي بعد الاسم في اللغة التركية، فيقول الأتراك: «فلان بابا»، بمعنى «بابا فلان».
وعليه، تكون الكنية «صمونجي بابا» معناها: «الوالد الخبّاز»، أو «بابا بائع الخبز».

## قصته في افتتاحمسجد أولو جامع
بعد أن اكتمل بناء «مسجد أولو جامع» حضر السلطان بايزيد الأول إليه في يوم الجمعة ومعه الوزراء والعلماء، ثم التفت إلى العالم الكبير وصهره ”أمير سلطان” وكلفه بإلقاء الخطبة.
ولكن “أمير سلطان” وقف قرب المنبر وجال ببصره ليفتش عن العالم «صمونجي بابا»  الذي يعرف قدره وعلمه ولكن الناس كان يجهلونه ويعتقدون أنه ليس إلا رجلاً بسيطاً يبيع الخبز ، ثم قال وهو يشير إليه: «ليس في هذا الجامع من هو أحق من هذا الرجل من إلقاء هذه الخطبة».
قام «صمونجي بابا» مضطراً وصعد إلى المنبر وبعد أن حمد الله، قرأ سورة الفاتحة وبدأ بتفسير معانيها الكبيرة من سبعة وجوه، وكان تفسيراً رائعاً أخذ بمجامع قلوب الحاضرين.
قال العالم الكبيرالمُلا "شمس الدين فناري" قاضي بورصة الذي كان حاضراً وسمع هذه الخطبة، فقال فيما بعد لأصدقائه: "لقد شاهدنا هذا الرجل وتبحره في العلم والتفسير، فالتفسير الأول للفاتحة فهمه الجميع، والتفسير الثاني فهمه البعض، والتفسير الثالث فهمه القلّة والخواص فقط، أما التفسير الرابع والخامس والسادس والسابع فقد كان فوق طاقة إدراكنا.
وبعد افتتاح الجامع رحل «صمونجي بابا» إلى مدينة أخرى لا يعرفه الناس فيها.

## من طلابه
من أشهر طلبة العلم الذين تعلموا على يد الشيخ حامد آقصرايلي (صمونجي بابا)، العالم محمد شمس الدين بن حمزة المعروف باسم «آق شمس الدين» الذي يُعتبر القائد المعنوي لفتح القسطنطينية وكان أحد شيوخ السلطان محمد الفاتح ومربيه، وكان له أثراً على شخصية السلطان محمد الفاتح.
- محمد بن حمزة الفناري.
- الشيخ بدر الدين محمود.
- حاجي بايرام ولي.